# Juan José Gómez Centurión
Juan José Gómez Centurión (Ciudad de Buenos Aires, 16 de mayo de 1958) es un militar, veterano de Guerra de Malvinas y político argentino, fundador y presidente del Partido de la Reconquista (PR), anteriormente Partido NOS. Es mayor (retirado) del Ejército y politólogo. 
En su carrera militar, participó del desembarco en las Islas Malvinas del 2 de abril de 1982 y fue condecorado por heroísmo. Posteriormente, participó de las sublevaciones carapintada de Semana Santa de 1987 y Monte Caseros de 1988.
En política, se desempeñó como director general de la Dirección General de Aduanas, desde diciembre de 2015 hasta el 19 de agosto de 2016, durante la gestión de Mauricio Macri. El 13 de octubre de 2016, fue reintegrado a su puesto en la Aduana, hasta su renuncia el 24 de octubre de 2017. En marzo de 2019 se separó del oficialismo, renunció a la vicepresidencia del Banco Nación y conformó una alianza electoral llamada Frente NOS, obteniendo el quinto lugar en las elecciones presidenciales de 2019. En noviembre del mismo año anunció la conformación del Partido NOS en diferentes provincias del país, el cual sería renombrado como Partido de la Reconquista años más tarde, debido a conflictos legales. En 2021 se presentó como precandidato a diputado nacional en las elecciones de aquel año, cargo que no logró obtener.

## Carrera militar
El 8 de marzo de 1976, ingresó al Colegio Militar de la Nación siendo destinado al Regimiento de infantería 25. En el año 1981 realizó el curso de comando en la Escuela de Infantería del Ejército Argentino, junto al entonces Subteniente Roberto Estévez.

### Guerra de Malvinas
En el año 1982, con el grado de subteniente, combatió en las islas Malvinas, como jefe de la 2.ª Sección «Romeo» de la Compañía «C» (a cargo del Teniente Primero Carlos Daniel Esteban) del Regimiento 25 cuyo jefe era el teniente coronel Mohamed Alí Seineldín.
Arribó a las islas el día 2 de abril. Al día siguiente participó de la ocupación de Pradera del Ganso y Darwin. Fue destinado a la zona del istmo de Darwin, peleando en la batalla de Pradera del Ganso hasta su rendición el 29 de mayo de 1982. Según el acta de recepción al continente de junio de 1982, su permanencia es las islas fue de 60 días. Su estado de salud fue categorizado como "sano".
El 22 de mayo, el PNA Río Iguazú (GC-83) que trasladaba dos obuses OTO Melara Modelo 56 de refuerzo a la guarnición argentina de Darwin es atacado y encalla cerca de la costa. Ante un pedido del oficial a cargo de los obuses, se traslada al lugar y bucea ingresando en diversas oportunidades por el tambucho de proa rescatando las partes de una de las piezas y parte de la otra.
El 28, al mediodía, condujo a su sección en un contraataque. Luego de parlamentar con un oficial británico que le solicitó la rendición de su fracción y ante una actitud artera enemiga, Gómez Centurión le dispara y lo derriba. El oficial británico muerto sería el teniente James "Jim" Barry del 2 PARA. Luego de este evento, el ataque británico deja al 50 % de la sección fuera de combate y Gómez Centurión ordena el repliegue. Este capítulo de la guerra ha sido cuestionado, ya que originalmente se creía que Gómez Centurión fue el autor de la muerte del teniente coronel Herbert Jones. Sin embargo, posteriormente se determinó que su muerte fue producida por los soldados Guillermo Huircapan y Oscar Ledesma, pertenecientes a la Sección «Bote», cuando el teniente coronel Jones quiso tomar solo una posición. Según la fuente británica, Jones dirigió sus tropas contra la posición argentina y cayó en el ataque. Ambos incidentes ocurrieron en diferentes sectores del frente de combate.

En el contraataque dirigido por el Subteniente Gómez Centurión fue herido el cabo (Coc) Andrés Fernández. Ante la imposibilidad de replegarlo por el tipo de heridas que tenía, el Subteniente lo puso a resguardo y le prometió que volvería a recuperarlo.
"Juan José se acercó y trató de llevarme, pero no pudo arrastrarme. Me cubrió y me dijo que me iba a volver a buscar. Me colocaron dentro de un pozo y me quitaron el armamento para que los ingleses vieran que no representaba un peligro. Estuve consciente hasta que vi pasar a un inglés agazapado".
En la noche siguiente, junto con otros tres conscriptos, cumplió la promesa pese a la proximidad del enemigo y a la dificultad de encontrarlo. Su acción fue un verdadero ejemplo del mando en combate.
Por su desempeño en la noche del 28 de mayo, por decreto presidencial 577/83 del 15 de marzo del año siguiente, fue condecorado con la Cruz al Heroico Valor en Combate, la más alta distinción militar de otorgada por Argentina.

### Sublevación
En abril de 1987 participó de las sublevaciones de Semana Santa y en enero de 1988 en la de Monte Caseros contra la cúpula castrense durante el gobierno de Raúl Alfonsín. Habló en público en diversas oportunidades del tema: «Éramos muy jóvenes y había mucho enojo con la cúpula militar, que no terminaba de reestructurar un Ejército que había perdido la guerra».
Con 23 años de servicios en el Ejército Argentino se retiró con el grado de Mayor en el año 1997.

## Vida civil
Trabajó en distintas empresas, con cargos jerárquicos como gerente de prevención de ilícitos bancarios en el Banco Velox, luego en la empresa Cencosud y en la gerencia de recursos humanos en Hipermercados Jumbo, entre otros. En 2015 lideró un grupo de miembros de la Fundación Pensar que se ocupaba de diseñar las políticas de defensa del PRO.

### Gobierno de la Ciudad de Buenos Aires
En noviembre de 2012 ingresó como director ejecutivo de la Agencia Gubernamental de Control en el Gobierno de la Ciudad de Buenos Aires.
Durante su gestión de la Agencia Gubernamental de Control se investigaron, clausuraron y denunciaron cientos de talleres clandestinos textiles, prostíbulos, locales de juego clandestino, quioscos, supermercados, corralones,  centros culturales y otros comercios. En 2015 clausuró uno de los depósitos de Iron Mountain.
Durante su gestión se denunció y advirtió sobre el impacto de la pedofilia en las redes sociales; se habilitó junto a la ONG Red de Familias por la Vida, vinculada a la tragedia de Cromañon, un 0800 para denunciar boliches y bares; se tomaron medidas para regularizar la situación de las remiserías y de los vendedores de alimentos, entre otras actividades destacadas.
A pesar de las reiteradas clausuras y denuncias a distintos locales y obras por parte de la Agencia Gubernamental de Control, la justicia porteña los habilitó en muchos casos, de forma que volvieron a abrir a los pocos meses y algunos sufrieron graves incidentes como derrumbes o incendios.
En su gestión se clausuró una playa de estacionamiento de C5N por irregularidades denunciadas por los propios empleados del canal. El medio periodístico opositor a Mauricio Macri denunció una supuesta persecución.
Sin embargo, también pesan sobre Gómez Centurión denuncias por contrataciones directas, pago de sobreprecios, habilitación de un local donde se ejercía prostitución, sobornos y hostigamiento durante su gestión.
Durante su gestión se produjeron varios hechos de repercusión como el Incendio de Iron Mountain en 2014; la Agencia Gubernamental de Control debía controlar el depósito en Barracas donde murieron diez bomberos; sin embargo Gómez Centurión nunca fue imputado. En 2015 el padre del bombero fallecido Juan Matías Monticelli, denunció amenazas por parte de Centurión que no fueron comprobadas.
En 2015, Gómez Centurión, María Eugenia Vidal y otros funcionarios fueron denunciados ante el fuero penal  por la ONG Alameda a raíz del incendio en un taller textil clandestino que provocó la muerte de dos niños. Poco después, un grupo de legisladores presentó un pedido de informes acerca del incendio y las circunstancias que lo antecedieron, sin que se lograra concretar la interpelación.

### En la administración pública
Frente a la posibilidad de que fuera nombrado a cargo del Ministerio de Defensa al asumir Mauricio Macri en 2015 se produjeron críticas desde diversos sectores del radicalismo y el kirchnerismo.
Fue designado director general de la Aduana Argentina el 14 de diciembre de 2015, y apartado de su cargo el 19 de agosto de 2016 debido a supuestos hechos de corrupción que nunca fueron comprobados. Gómez Centurión declaró que dicha denuncia penal y la cobertura mediática fueron deliberadamente armadas por los servicios de inteligencia para perjudicarlo por su persecución a las mafias en la aduana entre las que se encuentran redes de contrabando; tiempo después se comprobó que el agente de inteligencia D´Alessio efectivamente lo espiaba.
En octubre de 2016, tras su sobreseimiento, se reintegró a sus funciones en la Dirección de Aduanas, hasta su renuncia el 24 de octubre de 2017, reemplazado por Diego Dávila, entonces director general adjunto de la Aduana. Cabe destacarse que tras una gran exposición mediática por esta causa, fue medido por una encuesta de 2016 en la cual recibió más de un 50% de imagen positiva y un 72.8% de los encuestados declararon creerle a Gómez Centurión.
En diciembre de 2017 fue nombrado vicepresidente del Banco Nación.

## Participación política
Gómez Centurión se manifestó en diversas oportunidades en contra de los objetivos de la Agenda 2030, la cual según él sería responsable del progresismo cultural y el globalismo. Siempre se posicionó en contra de la legalización del aborto y de las políticas de control demográfico, en contra de la ley de identidad de género y de la educación sexual con perspectiva de género. A favor de la industria agropecuaria y la cultura rural y en contra movimientos veganos post-marxistas.
Asimismo, entre sus propuestas económicas se destacan la conversión de planes y ayudas sociales en empleo en PyMES del sector privado, la fuerte baja de impuestos y la anulación de derechos de exportación; la reforma del sistema previsional por uno mixto y de las indemnizaciones laborales por el sistema de mochila austríaca; así como la promoción de una moneda fuerte y del desarrollo de la industria nacional.
Durante la pandemia de coronavirus despertaron polémica sus declaraciones y denuncias judiciales en contra del uso de barbijos, la vacunación obligatoria, el cierre de escuelas y el control social.

### Elecciones presidenciales de 2019
El 11 de marzo de 2019 rompió públicamente con el partido PRO y su gobierno en coalición en Cambiemos al renunciar a la vicepresidencia del Banco Nación de Argentina y lanzar su espacio político. Los motivos del desprendimiento fueron desacuerdos con el cambio lento y gradualista de la economía y cuestiones sociales y culturales que culminaron cuando Mauricio Macri habilitó el debate sobre la despenalización del aborto.
Formó la alianza electoral Frente NOS capitalizando las movilizaciones sociales conservadoras en 2018 y 2019 contra el aborto y en defensa de la familia tradicional. Fue finalmente candidato a presidente en 2019, logrando el quinto lugar en las elecciones presidenciales, obteniendo más de 670 mil votos, el 2,62% en las PASO y más de 440 mil votos, el 1,71 % en las elecciones generales.

### Elecciones legislativas de 2021
El 10 de noviembre realizó junto a referentes provinciales en Mendoza el evento de conformación del Partido NOS, sucesor del frente electoral, con miras a competir en un alianza mayor de centroderecha en las elecciones legislativas de 2021. A la fecha, el Partido NOS está presente en más de 20 distritos del país.
Para las elecciones legislativas de 2021 Centurión conformó el frente político bonaerense "Unión por el Futuro", con el apoyo del partido Nueva Unión Ciudadana, el Movimiento Amplio de Trabajadores y Jubilados (Matraju) y sectores de Valores para mi País. El 9 de septiembre de 2021, Centurión cerro su campaña electoral para las elecciones primarias en Morón, Provincia de Buenos Aires. En el evento se centró en criticar al Gobierno Nacional y a la oposición.  En este frente ganó la interna contra Juan Carlos Neves, del partido Nueva Unión Ciudadana, en las elecciones primarias de 2021 pero no alcanzó el piso del 1,5% de los votos para poder competir en las generales.

## Historial electoral
|  | 2,62 % |

|  | 1,71 % |

|  | 0,97 % |

## Controversias

### Acusaciones de negacionismo y apología del delito
Gómez Centurión fue criticado por sectores de izquierda por sus afirmaciones en relación con el número de detenidos desaparecidos durante la última dictadura cívico-militar, lo que dichos sectores consideraron una actitud negacionista. Fue respaldado por otros funcionarios públicos y figuras públicas como Darío Lopérfido. Durante una entrevista televisiva sostuvo "No es lo mismo 8.000 verdades que 22.000 mentiras", e indicó que “no fue un plan genocida” sino que se trató de una "guerra interna".
El Movimiento Ecuménico por los Derechos Humanos, con la adhesión de varias organizaciones defensoras de los derechos humanos, expresó su repudio por estas afirmaciones y exigió el inmediato apartamiento de su cargo, afirmando que "ninguna persona que ejerza el negacionismo puede ser funcionario público en democracia". En el mismo sentido se expresaron funcionarios de derechos humanos del interior del país.
Si bien fue imputado por presunta apología del delito,  en mayo de 2017 fue sobreseído.